# Helianthemum citrinum
Helianthemum citrinum är en solvändeväxtart som beskrevs av Ghaz.. Helianthemum citrinum ingår i släktet solvändor, och familjen solvändeväxter. Inga underarter finns listade i Catalogue of Life.